# Hemispingus calophrys
Kleinothraupis calophrys  (лат.) — вид птиц из семейства танагровых. Птицы обитают в субтропических и тропических горных влажных лесах, на высоте 2300—3500 метров над уровнем моря, на восточных склонах Анд в южном Перу (южном Пуно) южнее до западной и центральной Боливии (Ла-Паса и Кочабамба). Длина тела 16 см, масса около 15 грамм.